# 디랙 행렬
수리물리학에서 디랙 행렬(Dirac matrices) 혹은 감마 행렬(gamma matrices)은 민코프스키 공간의 계량 텐서에 해당하는 클리퍼드 대수 Cl(1,3)을 표현하는 네 개의 4×4 행렬 {\displaystyle \gamma ^{0},\gamma ^{1},\gamma ^{2},\gamma ^{3}}이다. 이들은 로런츠 변환을 따르지 않아, 4차원 벡터를 이루지 않지만, 이들은 스피너와 곱하여 로런츠 변환을 따르는 스칼라, 벡터, 텐서를 만드는 데 쓰인다.
디랙 행렬은 여러 방법으로 정의할 수 있다. 이들은 다 같은 클리퍼드 대수를 나타낸다는 점에서 동등하나, 실제 계산에서는 특정 표현이 다른 표현보다 유용한 경우가 있다. 이런 정의하는 방법에는 디랙 표현(Dirac representation), 바일 표현(Weyl representation, 혹은 손지기 표현), 마요라나 표현(Majorana representation) 등이 있다.
디랙 표현은 다음과 같다.
{\displaystyle \gamma ^{0}={\begin{pmatrix}I&0\\0&-I\end{pmatrix}},\quad \gamma ^{i}={\begin{pmatrix}0&\sigma ^{i}\\-\sigma ^{i}&0\end{pmatrix}},\quad \gamma ^{5}={\begin{pmatrix}0&I\\I&0\end{pmatrix}}.}
여기서 I는 2×2 단위행렬이고, σ는 파울리 행렬이다. 바일 표현으로는
{\displaystyle \gamma ^{0}={\begin{pmatrix}0&I\\I&0\end{pmatrix}},\quad \gamma ^{i}={\begin{pmatrix}0&\sigma ^{i}\\-\sigma ^{i}&0\end{pmatrix}},\quad \gamma ^{5}={\begin{pmatrix}-I&0\\0&I\end{pmatrix}}.}
마요라나 표현으로는
{\displaystyle \gamma ^{0}={\begin{pmatrix}0&\sigma ^{2}\\\sigma ^{2}&0\end{pmatrix}},\quad \gamma ^{1}={\begin{pmatrix}i\sigma ^{3}&0\\0&i\sigma ^{3}\end{pmatrix}}}
{\displaystyle \gamma ^{2}={\begin{pmatrix}0&-\sigma ^{2}\\\sigma ^{2}&0\end{pmatrix}},\quad \gamma ^{3}={\begin{pmatrix}-i\sigma ^{1}&0\\0&-i\sigma ^{1}\end{pmatrix}},\quad \gamma ^{5}={\begin{pmatrix}\sigma ^{2}&0\\0&-\sigma ^{2}\end{pmatrix}}.}
이 네 행렬 말고도, 통상적으로 다섯 번째 디랙 행렬을 다음과 같이 정의한다.
{\displaystyle \gamma ^{5}=i\gamma ^{0}\gamma ^{1}\gamma ^{2}\gamma ^{3}}
이들을 이용하여, 디랙 스피너 {\displaystyle \Psi }가 주어지면, {\displaystyle {\bar {\Psi }}\Psi }는 로런츠 불변의 스칼라, {\displaystyle {\bar {\Psi }}\gamma ^{5}\Psi }는 거짓스칼라 (pseudoscalar), {\displaystyle {\bar {\Psi }}\gamma ^{\mu }\Psi }는 벡터를 이룬다.

## 같이 보기
- 파울리 행렬
- 겔만 행렬
- 피어츠 항등식
- 시공간 대수